# Santa Rosa de Lima (Santa Rosa)
Santa Rosa de Lima – niewielka miejscowość na południowym wschodzie Gwatemali, w departamencie Santa Rosa. Według danych szacunkowych z 2012 roku liczba mieszkańców wynosiła 10 949 osób. 
Santa Rosa de Lima leży około 25 km na północ od stolicy departamentu – miasta Cuilapa. Miejscowość leży na wysokości 946 metrów nad poziomem morza, w górach Sierra Madre de Chiapas, w odległości około 60 km od wybrzeża Pacyfiku. 

## Gmina Santa Rosa de Lima
Miejscowość jest także siedzibą władz gminy o tej samej nazwie, która jest jedną z czternastu gmin w departamencie. W 2012 roku gmina liczyła 18 019 mieszkańców. Gmina jak na warunki Gwatemali jest niewielka, a jej powierzchnia obejmuje 67 km². 
Mieszkańcy gminy utrzymują się głównie  z  uprawy roli i oraz drobnego przetwórstwa i z rzemiosła artystycznego. W rolnictwie dominuje uprawa kawy, trzciny cukrowej kukurydzy, fasoli oraz anansów i pomarańczy. Ponadto na terenie gminy są tartaki, produkcja mebli, oraz wytwórnia świec i cegieł.  
Klimat gminy jest równikowy, według klasyfikacji Köppena, należy do klimatów tropikalnych monsunowych (Am), z wyraźną porą deszczową występującą od maja do października. Średnie roczne opady zawierają się w przedziale pomiędzy 2000 a 4000 mm.